# Chelonopsis yagiharana
Chelonopsis yagiharana là một loài thực vật có hoa trong họ Hoa môi. Loài này được Hisauti & Matsuno mô tả khoa học đầu tiên năm 1918.